# Steen Lindholm
Steen Lindholm (født 8. december 1942 i København) er en dansk dirigent, organist og korleder. 
Som dreng sang han i Københavns Drengekor under Mogens Wöldike. Efter musikstudier på Københavns Universitet blev Steen Lindholm ansat som repetitør for Wöldike og assisterende dirigent for Drengekoret. I 1966 færdiggjorde han sine organiststudier ved Det Kongelige Danske Musikkonservatorium og fungerede som 2. organist ved Københavns Domkirke indtil 1969. I perioden 1971-2017 var Steen Lindholm organist ved Dyssegårdskirken i København. Allerede 1998 var han desuden blevet timelærer ved Vestjysk Musikkonservatorium, fra 1975 forfremmet til docent i korledelse og kirkemusikalske fag. Denne stilling forlod han i 1982.
I 1978 tog Steen Lindholm sideløbende med sin egen konservatorielærervirksomhed diplomeksamen i orkesterledelse fra Det Kgl. Danske Musikkonservatorium. I de følgende år fulgte en række opgaver som gæstedirigent, bl.a. for Aalborg Symfoniorkester.  Kordirigentstudierne supplerede han med ophold hos den svenske verdensdirigent Eric Ericson og i USA hos Frank Pooler. 
Sammen med vennen Hans Gammeltoft-Hansen stiftede han i 1978 Københavns Kammerensemble , et professionelt instrumentalensemble, der i de følgende 35 år turnerede i 5 verdensdele og gav koncerter bl.a. ved Cheltenham Music Festival og Marlborough Music Festival samt gennemførte en 14 dages turné for Mozarteum Argentino med koncerter overalt i Argentina.
I sæsonen 1983-84 var Lindholm dirigent for Radiokammerkoret og fra 1986-1990 korsyngemester ved Det Kgl. Teater. I en 10 års periode fra 1990 var han desuden gæstedirigent ved Groot Omrøpkoor (Det hollandske radiokor). Fra 1992 til 2006 var Steen Lindholm chefdirigent for Det Danske Drengekor. Dirigentvirksomheden omfatter desuden engagementer ved bl.a. Europa Cantat  festivaler og Master Classes i USA, Sydamerika, Kina, Korea samt i Norden.
Fra 1970 til 2022 var Steen Lindholm kunstnerisk leder af Koncertforeningens Kor (Copenhagen Concert Choir), med hvilket han har opført en lang række af musikhistoriens mesterværker for kor og orkester, siden 1992 ved årlige sommerkoncerter i Tivolis Koncertsal.
Steen Lindholm var medlem af Statens Musikråd 1979-86 og formand for Nordiska Körkommitténs musikudvalg fra 1982-98. Desuden board member af IFCM (The International Federation for Choral Music) 1980-2002. Kunstnerisk leder af Europa Cantat festivalerne i Herning 1994 og i Linz, Østrig 1997. Direktør for IFCM World Symposium for Choral Music i København 2008. Han har været dommer ved talrige internationale korkurrencer fra og med 1990, bl.a. samtlige udgaver af World Choir Games (korverdenens svar på sportens olympiske lege).   Mangeårig censor ved Sjællands Kirkemusikskole.
Udgivelser: Gades Orgelværker (Wilhelm Hansen), Lærebog i Kordirektion (Edition Egtved), diverse korantologier samt serien "Musik i Kirken" (Egtved). Desuden selvbiografien Melodien der blev ved Forlaget Bostrup .
Siden 2002 er Steen Lindholm desuden formand for Dansk-Islandsk Samfund, og 2020-2023 høvding for Vedbæk Vikingelaug .
Steen Lindholm modtog i 1973 de københavnske musikanmelderes kunstnerpris. Han er dekoreret med den islandske falkeorden i 1996 og blev i 2023 Honorary Senior Advisor for World Choir Council.